# Лекари без граница
Лекари без граница (фр. Médecins Sans Frontières, изговорⓘ; енгл. Doctors Without Borders) међународна је хуманитарна, невладина организација која пружа медицинску помоћ жртвама оружаних сукоба, епидемија и природних или вештачки изазваних катастрофа. Осим тога, она нуди помоћ свима онима којима је медицинска нега ускраћена или тешко доступна због географске удаљености, сиромаштва или етничке, политичке и било које друге маргинализације. Познати су по својим пројектима у ратом захваћеним подручјима и земљама у развоју које се суочавају са ендемским обољењима.
Организацију је основала група француских лекара 20. децембра 1971. године. Широм света је позната по свом називу на француском језику Médecins Sans Frontières или скраћено MSF. Седиште организације се налази у Женеви, а у 20 држава постоје њена представништва.
Сваке године око 3.000 лекара, медицинских сестара, санитарних стручњака и другог медицинског и немедицинског особља одлази на различите задатке широм света. Са друге стране, око 1.000 стално запослених људи ради на ангажовању волонтера, обезбеђивању финансијских средстава итд. Приватни донатори обезбеђују приближно 80% финансијског фонда организације, док донације влада и корпорација осигуравају остатак. На тај начин се формира буџет који годишње износи око 400 милиона америчких долара.
Лекари без граница делују у преко 70 различитих земаља, где пружају примарну здравствену заштиту, обављају оперативне захвате, вакцинишу становништво, оспособљавају болнице и амбуланте, спроводе разне санитарне и прехрамбене програме, обучавају локално становништво и сл. Године 1999. добили су Нобелову награду за мир, а три године раније и Награду за мир у Сеулу.

## Стварање организације

### Бијафра
За време грађанског рата у Нигерији (1967—1970), војска је направила блокаду око региона у југоисточном делу земље познатог као Бијафра. У то време Француска је била једина већа држава која је подржавала Бијафру, док су Уједињено Краљевство, Совјетски Савез и САД стале на страну нигеријске владе. Тада се велики број француских лекара добровољно јавио у Црвени крст са жељом да ради у болницама и центрима за исхрану становништва опкољеног региона. Црвени крст је тражио од волонтера да потпишу сагласност, односно уговор, који је требало да обезбеди неутралност ове организације без обзира на околности на терену.
Након уласка у Бијафру, волонтери су били изложени сталним нападима нигеријске војске и били су сведоци изгладњивања и убијања цивилног становништва које се налазило у блокираном подручју. Стога су лекари јавно критиковали нигеријску владу и Црвени крст. Такође су закључили да је неопходна нова организација за помоћ, која ће игнорисати политичке и религијске границе и којој ће приоритет бити искључиво добробит жртава. Ипак, постоје тврдње да је велики напор да се становницима Бијафре пружи хуманитарна помоћ, пружен на основу погрешних претпоставки да се тамо одиграва геноцид, помогао побуњеницима и продужио рат, узрокујући тако хиљаде непотребних цивилних жртава.

### Оснивање
Француски лекари који су радили у Бијафри су 1970. године формирали Групу за хитне медицинске и хируршке интервенције (фр. Groupe d'Intervention Médicale et Chirurgicale en Urgence), која је имала за циљ да обезбеди помоћ, али и да истакне да су права жртава важнија у односу на појам неутралности. У исто време је Ремон Борел, уредник француског часописа „Тонус“, формирао групу звану Француска медицинска помоћ (фр. Secours Médical Français) као одговор на циклон који је те године усмртио најмање 500.000 људи у Источном Пакистану (данашњем Бангладешу). Борел је имао намеру да регрутује лекаре који ће пружати помоћ жртвама природних катастрофа. Дана 20. децембра 1971. ове две групе су се ујединиле и формирале организацију Лекари без граница (ЛБГ).
Оснивачи организације су били:
| - др Марсел Делкур (фр. Marcel Delcourt), лекар опште праксе - др Макс Рекамије (фр. Max Recamier), оториноларинголог - др Жерар Пижон (фр. Gérard Pigeon), лекар и ватрогасни пуковник - др Бернар Кушнер (фр. Bernard Kouchner), лекар и политичар - др Савијер Емануели (фр. Xavier Emmanuelli), лекар и политичар. - др Жан Каброл (фр. Jean Cabrol), хирург | - др Владан Радоман, хирург и књижевник - др Жан-Мишел Вил (фр. Jean-Michel Wild), хирург - др Паскал Грелети-Босвије (фр. Pascal Greletty-Bosviel), лекар опште праксе - др Жак Бере (фр. Jacques Bérés), хирург ортопед - др Жерар Илиуз (фр. Gérard Illiouz), пластични хирург - Филип Берније (фр. Philippe Bernier), часопис „Тонус“ - Ремон Борел (фр. Raymond Borel), часопис „Тонус“. |

### Прве мисије
Прва мисија ове независне организације је била у граду Манагви, престоници Никарагве, где је 23. децембра 1972. године земљотрес уништио већи део града и усмртио између 10.000 и 30.000 људи. Организација, која је данас позната по брзој реакцији у оваквим и сличним ситуацијама, стигла је тек три дана након што је Црвени крст успоставио своју мисију. Две године касније, ураган Фифи је током 18. и 19. септембра 1974. узроковао велике поплаве у Хондурасу и усмртио неколико хиљада људи, а ЛБГ су том приликом успоставили своју прву дуготрајну мисију за пружање медицинске помоћи.
Између 1975. и 1979, након што је Јужни Вијетнам напао Северни Вијетнам, милиони Камбоџанаца су пребегли у Тајланд како би избегли Црвене Кмере. Као одговор на то, ЛБГ су организовали први избеглички камп у Тајланду. Када се Вијетнам 1989. године повукао из Камбоџе, ЛБГ су започели дуготрајну мисију са циљем да се пружи помоћ преживелима масовних убијања и реконструише државни здравствени систем. Мада је ово ангажовање у Југоисточној Азији била њихова прва мисија током ратних збивања, прва мисија у правој ратној зони, која је подразумевала и излагање непријатељској ватри, почела је 1976. године у Либану током Либанског грађанског рата. ЛБГ су током девет година (1976—1984) помагали хирурзима у болницама разних либанских градова и тада су стекли и добру репутацију због своје неутралности и спремности да раде и за време борби. Они су помагали и хришћанима и муслиманима, у зависности од тога којој је групи у датом тренутку била потребна помоћ. Ипак, организација је 1984. године повукла своје волонтере јер се ситуација у Либану веома погоршала, а безбедност за ЛБГ групе је била сведена на минимум.

## Ново вођство
Године 1977. на место председника Лекара без граница изабран је Клод Малуре, и убрзо након тога почеле су дебате око будућности саме организације. Конкретно, Малуре и његове присталице су се противили и оспоравали концепт „сведочења“ (фр. témoignage), који се односио на слободно казивање чланова организације о патњама које су видели на терену и који по дефиницији представља супротност концепту „ћутње“. Малуре је сматрао да ЛБГ треба да избегавају критиковање влада држава у којима су радили, док је Бернар Кушнер веровао да је документовање и објављивање патњи у конкретним државама најбољи начин да се проблеми реше.
Током 1979, четири године након таласа избеглица из Јужног Вијетнама и околних држава, француски интелектуалци су у новинама Лемонд упутили апел под називом „Брод за Вијетнам“ са намером да се покрене пројекат којим би се обезбедила помоћ избеглицама. Мада пројекат није добио подршку већег дела ЛБГ, неки чланови су изнајмили брод под називом „Острво светлости“ (фр. L’Île de Lumière) и заједно са новинарима и фотографима отпловили до Јужног кинеског мора и пружили медицинску помоћ илегалним имигрантима.

### Развој организације
Током 1982. године Клод Малуре и Рони Брауман, који је исте године постао председник организације, обезбедили су већу финансијску независност Лекарима без граница представљањем концепта прикупљања средстава путем поште (енгл. fundraising-by-mail). Тих година долази до отварања низа оперативних огранака у осталим државама: Белгији (1980), Швајцарској (1981), Холандији (1984) и Шпанији (1986). У Луксембургу је 1986. основан први неоперативни огранак, а током 1990-их и у великом броју других земаља: Грчкој, САД, Канади, Јапану, Уједињеном Краљевству, Италији, Аустралији, Немачкој, Аустрији, Данској, Шведској, Норвешкој, Хонгконгу и нешто касније у Уједињеним Арапским Емиратима.
У децембру 1979. године, након што је совјетска војска ушла у Авганистан, сместа су постављене пољске мисије за пружање медицинске помоћи муџахединима. Током периода гладовања у Етиопији (1984—1985) ЛБГ су основали програме за храњење становништва, али су 1985. били истерани због изношења оптужби за злоупотребу међународне помоћи и насилно расељавање људи. Организација је такође поставила опрему за производњу чисте пијаће воде у Сан Салвадору, након што је 10. октобра 1986. године земљотрес разорио овај град.

### Судан
Током 1979. године Лекари без граница су успоставили мисије за помоћ цивилима, који су били погођени глађу и грађанским ратом који се одвијао. Волонтери су објавили велики број извештаја о страхотама којима су присуствовали, а два волонтера су и погинула 1989. године када је оборен њихов авион. ЛБГ су наставили своје напоре у Судану током 25 година, упркос хапшењима њихових волонтера, скоро сталним борбама и масакрима цивила, суши и избијању туберкулозе, еболе, хепатитиса, дечје парализе, колере и маларије. Организација је непрестано апеловала за помоћ путем медија, али се о ситуацији у Судану слабо извештавало и у САД и у Европи.

### Ране 1990-е
Раних деведесетих година ЛБГ су отворили неколико нових националних секција и послали неколико пољских мисија у неке од најопаснијих ратних жаришта са којима су се то тада срели.
Током 1990. године ЛБГ су прво ушли у Либерију са намером да помогну тамошњим цивилима и избеглицама погођеним грађанским ратом. Константне борбе током 1990-их и нови грађански рат држали су активним волонтере Лекара без граница у програмима обезбеђивања намирница, пружања примарне здравствене заштите, масовних вакцинација, као и говору против напада на болнице (посебно у Монровији).
Пољске мисије су успостављане и са циљем пружања помоћи курдским избеглицама, које су преживеле Операцију Анфал, а за коју су већ били прикупљени докази о злочинима. Током 1991. почео је рат у Сомалији који су пратили глад и болести, тако да су ЛБГ поставили тамо своју мисију 1992. године. После неуспеле интервенције Уједињених нација, насиље у том региону се погоршало и ЛБГ су одлучили да откажу операцију 1993. године, али су волонтери ипак наставили да обезбеђују медицинску негу и храну. Након одласка Уједињених нација насиље у Сомалији је било неспречиво, а ЛБГ су били једна од ретких организација која је помагала тамошњем становништву отварањем клиника и болница.

### Руанда
Када је у априлу 1994. године почео геноцид у Руанди, поједини изасланици ЛБГ радили су у земљи као део медицинског тима Међународног комитета Црвеног крста. Две хуманитарне групе су успеле да одрже оперативним све веће болнице у руандској престоници Кигалију током главног дела сукоба. Лекари без граница су, заједно са неколико других организација за пружање помоћи, били приморани да напусте државу 1995. године, мада су волонтери обе организације радили заједно придржавајући се начела рада Црвеног крста током сукоба у коме је неутралност била најважнији принцип. Ови догађаји су довели до дебате унутар организације око концепта неутралности хуманитарних радника и њихове улоге сведока. То је резултовало приближавањем ставова ЛБГ о поштовању начела неутралности онима које је пропагирао Црвени крст, што је представљало значајну промену у односу на време када је организација формирана.
Црвени крст је изгубио 56, а Лекари без граница близу 100 чланова у Руанди, а француски тим ЛБГ, који је одлучио да се евакуише (локално особље је морало да остане), пријавио је убиства и захтевао да француска војска заустави геноцид. Француски тим ЛБГ је у медијима представио слоган „Геноцид се не може зауставити без доктора“ (енгл. One cannot stop a genocide with doctors), након чега је убрзо уследила контроверзна Операција Туркуаз. Ова интервенција је директно или индиректно довела до одласка хиљада руандских избеглица у Заир и Танзанију и касније епидемије колере, глади и још већег убијања великих група цивилног становништва. ЛБГ су се вратили у регион и пружили помоћ избеглицама у граду Гоми у Демократској Републици Конго.
У време дешавања геноцида постојало је велико супарништво између мисија Црвеног крста, Лекара без граница и других група за пружање помоћи, али је ситуација у Руанди захтевала драстичну промену у начину на који су хуманитарне организације приступале мисијама. Стога је Црвени крст објавио „Правилник понашања за покрет Црвеног крста, Црвеног полумесеца и невладиних организација које пружају помоћ током катастрофа“ како би створио оквир за деловање хуманитарних мисија, а организација ЛБГ је била потписник овог документа. Правилник препоручује само пружање хуманитарне помоћи, док се групе подстичу да не служе било којем политичком или религиозном интересу или интересима влада других држава. ЛБГ и даље сматрају неопходним да осуде владине акције, као што је био случај са Чеченијом 1999, али више никад нису захтевали војну интервенцију.

### Сијера Леоне
Крајем 1990-их, успостављене су мисије ЛБГ које су имале задатак да лече становништво на обалама Аралног мора од туберкулозе и анемије и да се старају о цивилима које су задесили глад и епидемије колере и сиде. Вакцинисали су три милиона Нигеријаца против менингитиса за време епидемије током 1996. и оптужили талибане за немар према здравственој нези жена 1997. године. Најзначајније присуство организације у годинама пред крај 20. века је било у држави Сијера Леоне у којој се одвијао грађански рат. Током 1998. волонтери су почели да асистирају хирурзима у Фритауну са намером да помогну код све већег броја ампутација и прикупљања података о цивилима (мушкараца, жена и деце) које су нападале групе мушкараца који су се изјашњавали као представници Економске заједнице западноафричких земаља (енгл. ECOMOG). Те групе су путовале од села до села и систематски нападале припаднике обе војске, силовали жене, убијали читаве породице, рушили куће и приморавали преживеле на напусте то подручје.

## Активности на тлу бивше Југославије

### Хрватска
Лекари без граница су почели са радом на тлу бивше Југославије 19. октобра 1991. године, евакуацијом 112 рањеника из болнице у Вуковару. Почетни програми су настали као одговор на основне потребе људи погођених ратним дешавањима. Касније су се развили дугорочни пројекти, усмерени пре свега на ментално здравље, породичну медицину и обнављање медицинских објеката.

### Босна и Херцеговина
Организација је радила и са ромским становништвом у Сарајеву. Тако је 1996. године водила програм за унапређење менталног здрављу у Горажду, који се огледао у едукацији домаћих стручњаке за помоћ људима и организовању психолошког рехабилитационог центра у овом крају. У наредним годинама дошао је велики број избеглица са Косова, припадника муслиманске етничке групе. ЛБГ су радили у четири кампа, надзирали транзитне центре и водили мобилну клинику за избеглице.
Волонтери ЛБГ су први почели рад у Сребреници 1993. године, као део конвоја Уједињених нација. Војска Републике Српске је била опколила град у ком се налазило око 60.000 људи. Они су били једина организација која је пружала медицинску помоћ становништву. ЛБГ су били приморани да напусте подручје током 1995. када је српска војска заузела град, депортовала неке становнике и починила масакр у Сребреници.

### Србија
На подручју Косова и Метохије ЛБГ су били активни од 1993. године. Организација је пружала склониште, воду и здравствену негу за становништво угрожено НАТО бомбардовањем Југославије, а организована су и саветовалишта за жртве посттрауматског стреса. Унутар ЛБГ избила је озбиљна криза у вези са њиховим деловањем на Косову када је грчки огранак искључен из организације, јер су његови чланови пружали помоћ и албанским и српским цивилима у Приштини за време бомбардовања, док је централа своје активности усмерила првенствено на Албанце. Постојале су и оптужбе да је НАТО оправдао бомбардовање Југославије на основу извештаја ЛБГ, у којима није било ни речи о неделима Ослободилачке војске Косова. Грчки огранак ЛБГ је поново примљен тек 2005.
У октобру 2000. године Патрис Парже, координатор мисије ЛБГ, најавио је прекид активности у енклавама на Косову, јер међународна војна и цивилна мисија нису биле у стању да гарантују безбедност припадницима етничких мањина. Такође је истакнуто да су њени тимови свакодневно били сведоци малтретирања српске мањине у Србици, Вучитрну, Сувом Грлу и Гојбуљи као и албанске мањине у северном делу Косовске Митровице. Сличне оптужбе на рачун КФОР-а и УНМИК-а изнео је тадашњи председник организације Џејмс Орбински.
Волонтери ЛБГ су учествовали у акцијама везаним за поплаве у Поморављу 2002. године и земљотресу у јужном делу Косова.

## Мисије у току
Кампања „Основни лекови свима“ (енгл. Campaign for Access to Essential Medicines) је покренута крајем 1999, а имала је за циљ да олакша приступ основним лековима у земљама у развоју. Према дефиницији Светске здравствене организације, то основни лекови су медикаменти потребни за спровођење здравствене неге већинског дела становништва једног места, који треба да увек буду доступни и у довољним количинама, одговарајућим дозама и по ценама које становништво може да плати. Током 1999. организација је указивала и на оскудицу хуманитарне помоћи на Косову и Чеченији.
Мада су ЛБГ радили на подручју Косова од 1993. године, тек је почетак сукоба довео до покрета десетина хиљада избеглица уз све горе услове за живот. Слична ситуација је владала и у Чеченији, чије је становништво протеривано из кућа, приморавано да живи у нездравим условима и излагано насиљу за време Другог чеченског рата.
Колумбија је још једна земља у којој су цивили директно били погођени ратним дешавањима, а ЛБГ су први покренули програме за помоћ у тој држави 1985. године. Услед готово непрестаних борби између владиних трупа, герилаца и паравојних формација, милиони цивила су били принуђени да напусте своје домове, а насиље и отмице су постали уобичајена ствар. Лекари без граница су у великој мери били активни на обезбеђивању помоћи жртвама насиља, успостављању здравствених установа за велике групе расељених лица и коришћењу мобилних клиника за помоћ изолованим групама људи.
Организација је радила и на Хаитију, али откад је председник Жан Бертран Аристид насилно збачен са власти, у држави је дошло до великог пораста насиља над цивилима и силовања од стране наоружаних група. Поред пружања хируршке и психолошке подршке у постојећим болницама, организација је постављала пољске мисије које су се бавиле обновом система водовода и канализације и лечењем преживелих у великим поплавама које је проузроковао ураган. Осим тога, пацијентима са сидом и маларијом, болестима које су навелико харале у земљи, пружен је бољи третман и надгледање.
За време сукоба у Кашмиру 1999. године, ЛБГ су успоставили мисије које су помагале расељавању цивила из области у Кашмиру и Манипуру у којима су беснеле борбе. Психолошка подршка је била основни циљ ових мисија, али су тимови организовали и програме за лечење туберкулозе, сиде и маларије. Психолошка подршка је била важан аспект деловања организације у јужној Азији након земљотреса у Индијском океану 2004. године.

### Африка
Лекари без граница су деценијама били активни у многим афричким земљама, где су понекад били једини
који су угроженом становништву пружали медицинску негу, храну и воду. Иако су они упорно покушавали да повећају медијску покривеност дешавања у Африци како би се повећала и међународна помоћ, дугорочне пољске мисије су тамо још увек неопходне. Главни задатак волонтера је лечење и едуковање јавности о сиди у субсахарском подручју Африке, где се јавља највећи број смртних случајева и оболелих у свету. Само 4% Африканаца са сидом прима антиретровиралну терапију, а ЛБГ непрестано апелују на владе и компаније да повећају истраживања и развој у области лечења сиде, да смање цене и омогуће лакши приступ терапије становништву.
Мада су у региону Конга у Африци били присутни још од 1985. године, ЛБГ су били приморани да повуку своје волонтере из појединих области, као што је Бунија, због повећаног степена насиља и нестабилности коју су донели први и други рат у Конгу. Организација је наставила да ради у другим областима како би обезбедила храну за десетине хиљада расељених лица и пружила помоћ жртвама масовних силовања и оружаних сукоба. Такође су од велике важности били терапија и вакцинација против болести као што су колера, мале богиње, дечја парализа, Марбургова грозница, болест спавања, сида и куга, како би се спречиле или успориле њихове епидемије.
ЛБГ су били присутни у Уганди од 1980. године и пружали помоћ становништву за време тамошњег герилског рата. Током 1986. почела је да делује побуњеничка група под називом Господња Армија Отпора (енгл. Lord's Resistance Army), чији састав чине углавном малолетници које команданти киднапују и потом присиљавају да се боре. Ова група се терети за кршења људских права локалног становништва на северу Уганде и југу Судана укључујући масовна стрељања, мучења, силовања, пљачку, уништавање кућа и протеривање људи из њихових домова. Суочени са више од 1,5 милиона интерно расељених лица, ЛБГ су успоставили програме у камповима како би обезбедили чисту воду, храну и побољшање здравствених услова. Болести као што су туберкулоза, мале богиње, дечја парализа, колера, ебола и сида су се јављале у виду епидемија, па су волонтери спроводили вакцинацију и лечење становништва. Ментално здравље је било важан аспект здравствене помоћи коју су пружали тимови ЛБГ у Уганди, јер су многи људи одбијали да напусте кампове за интерно расељена лица због константног страха да ће бити нападнути.
ЛБГ су успоставили прву пољску мисију у Обали Слоноваче 1990. године. Опште насиље и подела земље коју су 2002. године извршили влада и побуњеници довели су до више масакара, а тимови ЛБГ су почели да сумњају да се ту ради о етничком чишћењу. Масовне вакцинације против малих богиња, лечење туберкулозе и поновно отварање болница били су само неки од пројеката покренутих од стране ЛБГ, који су били једина група за пружање помоћи у већем делу земље.

## Структура пољске мисије
Пре него што постави пољску мисију у некој држави, тим Лекара без граница посети регион како би одредио природу хуманитарне кризе, ниво сигурности и врсту помоћи која је потребна. Медицинска помоћ је основни задатак највећег броја мисија, мада неке од њих помажу и у областима као што су пречишћавање воде и исхрана.

### Тим пољске мисије
Тим пољске мисије се састоји од вође мисије и одређеног броја координатора који су задужени за одређене делове мисије. Вођа мисије обично има највише искуства у хуманитарном раду, а његов (или њен) посао су односи са медијима, националним владама и другим хуманитарним организацијама.
Медицинске волонтере чине лекари, хирурзи, медицинске сестре и разни други специјалисти, који су прошли обуку из тропске медицине и епидемиологије. Поред активности у оквиру медицинске и нутритивне компоненте пољске мисије, волонтери су често укључени и у рад са локалним медицинским особљем којима помажу и које обучавају.
Иако медицински волонтери привлаче највећу пажњу медија, постоји и велики број немедицинског особља који омогућава функционисање мисије. Логистичари су често најважнији чланови тима, који су одговорни за набавку свега што медицински радници требају. Они могу бити инжењери и/или пословође, али су такође укључени у постављање центара за лечење и надгледање локалног особља. Остало немедицинско особље чине инжењери за пречишћавање воде и побољшање здравствених услова, финансијски и административни стручњаци итд.

### Медицинска компонента
Спровођење вакцинације је главни део медицинске неге која се спроводи за време мисије Лекара без граница. На овај начин се врши превенција многих болести непознатих у развијеним земљама, као што су: дифтерија, мале богиње, менингитис, тетанус, велики кашаљ, жута грозница, дечја парализа и колера. Нека од ових обољења, као што су колера и мале богиње, се шире великом брзином у великим, густо насељеним популацијама попут избегличких кампова. Стога је често потребно вакцинисати стотине и хиљаде људи у кратком временском периоду. Најбољи пример за то је град Беира у Мозамбику, где је око 50.000 људи два пута примило вакцину против колере за месец дана.
Подједнако важан део медицинске неге представља и лечење сиде антиретровиралним лековима, тестирања на ову болест и едукација људи. ЛБГ су често једини који пружају терапију у многим афричким земљама, чије становништво чини највећи део људи са сидом и вирусом ХИВ-а. С обзиром да антиретровирални лекови нису лако доступни, ЛБГ углавном обезбеђују терапију за опортунистичке инфекције и едукују јавност о томе како да успоре пренос ове болести.
У већини земаља, ЛБГ подижу степен способности локалних болница унапређењем здравствених услова, набавком опреме и лекова и обуком локалног болничког особља. Када је локално особље збринуто, ЛБГ често отварају специјализоване клинике за лечење ендемских обољења и операције ратних жртава. Ове клинике покреће међународно особље, али ЛБГ се труде да путем обуке и надгледања оспособе локално становништво да сами отварају клинике. У неким државама, попут Никарагве, ЛБГ обезбеђују јавну едукацију како би се повећала обавештеност о репродуктивном здрављу и венеричним болестима.
У областима погођеним природним катастрофама, грађанским ратовима и ендемским обољењима, становништву је често потребна и психолошка подршка. Мада присуство медицинских тимова Лекара без граница може донекле да умањи стрес међу жртвама, често тимови психолога и психијатара раде са жртвама депресије, насиља и злоупотребе опојних супстанци. Лекари такође могу да обуче локално особље у области менталног здравља.

### Исхрана
У областима где су успостављене мисије често постоји умерен или озбиљан облик неухрањености као последица рата, суше или лоше економске политике владе. Намерно изгладњивање се такође користи као средство током рата и ЛБГ, поред обезбеђивања хране, обавештавају јавност о насталој ситуацији и захтевају интервенцију страних влада. Инфективне болести и дијареја, који су последица губитка тежине и исцрпљености организма (посебно код деце) лече се медикаментима и одговарајућом исхраном, како би се предупредиле инфекције и губитак тежине у наредном периоду. У комбинацији ових фактора, када се грађански рат одвија за време суша или избијања инфективних обољења, може да дође до озбиљног гладовања.
У ситуацијама у којима постоји недостатак хране, али не у облику правог гладовања, протеинско-енергетска неухрањеност је веома уобичајена међу мањом децом. Тешка енергетска неухрањеност (лат. marasmus malnutritionalis) узрокована калоријским дефицитом у исхрани је чест облик неухрањености у детињству и карактерише се озбиљним опадањем и често фаталним слабљењем имунског система. Тешка протеинско-енергетска неухрањеност (лат. kwashiorkor marasmaticus) настала услед протеинског и калоријског дефицита је знатно озбиљнији тип неухрањености код млађе деце и може се негативно одразити на физички и ментални развој. Оба типа неухрањености могу довести до фаталног исхода у случају инфекција. У оваквим ситуацијама, ЛБГ успостављају Терапеутске центре за храњење (енгл. Therapeutic Feeding Centres) у којима се врши посматрање деце и других неухрањених појединаца.
Терапијски центар за храњење је отворен за лечење озбиљних случајева неухрањености кроз постепено увођење специјалне дијете намењене повећању тежине, након што су појединци излечени од других здравствених проблема. Читав програм је подељен у две фазе:
- Фаза  траје 24 часа и обухвата основну здравствену негу и неколико мањих нискокалоричних и нископротеинских оброка распоређених током дана;
- Фаза  обухвата посматрање пацијента и неколико мањих висококалоричних и високопротеинских оброка распоређених током дана, а траје све док се тежина појединца не приближи нормалним вредностима.

Лекари без граница користе храну специјално направљену за лечење разних облика неухрањености. За време прве фазе пацијентима се даје врста терапеутског млека названог F-75. То је млеко у праху са ниским садржајем нутритивних материја, које се меша са водом и даје пацијенту како би се његов организам припремио за наредну фазу. За време друге фазе њима се даје млеко F-100, које је богато нутријенсима, и које се често меша са путером од кикирикија при чему се добија мешавина названа Plumpy'nut. Ове намирнице имају за циљ да обезбеде велику количину храњивих материја како би се пацијенти ефикасно лечили. Остала специјализована храна која се даје становништву коме прети глад је обогаћено брашно, овсена каша и високопротеински бисквити названи BP-5. Ти бисквити су веома популарна врста хране за лечење становништва, јер се лако могу дистрибуирати и по потреби измрвити и измешати са терапеутским млеком.
Дехидратација, која је понекад изазвана колером или дијарејом, такође може бити присутна међу становништвом па ЛБГ постављају центре за рехидратацију. Специјални раствор који садржи глукозу и електролите се даје пацијентима како би надокнадили изгубљену течност. Појединцима се такође дају антибиотици уколико се утврди да имају колеру или дизентерију.

### Вода и санитација
Чиста вода је неопходна за хигијену, конзумирање и за програме исхране, као и за превенцију обољења која се шире путем воде. Због тога, инжењери и волонтери ЛБГ морају да обезбеде извор чисте воде. То се обично постиже модификацијом постојећих или копањем нових бунара, или пак отпочињањем пројеката за обраду воде. Обрада се састоји од таложења, филтрирања и евентуалног хлорисања, у зависности од доступних ресурса.
Санитација је неопходна компонента пољске мисије, а обухвата едукацију локалног медицинског особља техникама правилне стерилизације, пројекте уклањања отпадних вода, правилно уклањање отпада и едукацију становништва о личној хигијени. Правилан третман отпадних вода и санитација воде су најбољи начин да се спречи ширење обољења као што је колера. Уклањање смећа може подразумевати јаме за обични отпад и спаљивање медицинског отпада. Ипак, најважнија ствар код санитације је едукација локалног становништва, тако да се правилан третман отпада и воде може наставити и након одласка ЛБГ из конкретног подручја.

### Статистике
У циљу прецизног извештавања остатка света и владиних тела о условима хуманитарних криза, за време сваке пољске мисије се прикупља велики број података. Процена неухрањености код деце се користи за одређивање степена неухрањености у читавој популацији, како би се одредиле потребе центара за храњење. Различити типови стопа смртности се користе за извештаје о озбиљности хуманитарне кризе, а један од уобичајених поступака за одређивање смртности у популацији јесте стално праћење броја сахрана. Сакупљањем података о учесталости обољења у болницама, ЛБГ могу открити случајеве појављивања и локацију епидемија, и припремити вакцине и остале лекове. На пример, тзв. „појас менингитиса“ (субсахарска Африка у којој се јавља највећи број случајева менингитиса на свету) је „мапиран“ и утврђено је да се сезона менингитиса јавља између децембра и јуна. Промене на подручју „појаса“ и време сезоне епидемија могу се предвидети коришћењем кумулативних података прикупљених током више година.
Као додатак епидемиолошким испитивањима, ЛБГ врше и испитивања популације како би одредили стопе насиља у различитим регионима. Проценом обима масакара и одређивањем стопа киднаповања, силовања и убистава, могу се имплементирати психолошки програми који имају за циљ смањење стопе самоубистава и повећање осећаја сигурности код становништва. Велики степен присилних миграција, прекомерни цивилни губици и масакри могу бити откривени спровођењем истраживања, а ЛБГ могу искористити њихове резултате како би извршили притисак на владу да обезбеди помоћ или барем обелодани геноцид.

## Опасности по волонтере
Поред повреда и смртних случајева изазваних залуталим мецима, минама и епидемијским болестима, волонтери Лекара без граница су понекад нападани и киднаповани из политичких разлога. У неким земљама погођеним грађанским ратом, може постојати уверење да хуманитарне организације помажу непријатељску страну и да су мисије за помоћ успостављене због жртава само једне стране, па из тог разлога оне могу бити предмет напада. Рат против тероризма је произвео став међу појединим групама у државама које су окупиране од стране америчке војске, да невладине организације сарађују или чак раде за Коалиционе снаге. Од када су САД назвале своје операције „хуманитарним акцијама“, многе независне организације за помоћ су биле приморане да бране своје ставове или чак да повуку своје тимове. Након америчких операција у Авганистану и Ираку нагло је порасла несигурност у градовима ових држава и ЛБГ су изјавили да је пружање помоћи тамо постало сувише опасно. Организација је била приморана да евакуише своје тимове из Авганистана 28. јула 2004. године након што је пет волонтера убијено 2. јула из заседе од стране неидентификованих војника близу села Каир Кана у провинцији Бадгис, 550 km западно од Кабула.
Хапшења и отмице из политичких разлога такође могу задесити волонтере, а у неким случајевима пољске мисије могу бити комплетно избачене из земље. Арјан Еркел, шеф мисије у Дагестану је био киднапован и држан као талац на непознатој локацији од стране непознатих особа у периоду од 12. августа 2002. до 11. априла 2004. године. Пол Форман, шеф холандског огранка ЛБГ је ухапшен у Судану у мају 2005. због одбијања да открије документа кориштена за састављање извештаја о силовањима која су извршили припадници провладине џанџавид милиције. Форман се позивао на право на приватност жена које су биле укључене у ову аферу, а ЛБГ су тврдили да га је суданска влада ухапсила због лошег публицитета који је изазвало објављивање извештаја.

## Слична имена
Велики број невладиних организација је усвојио наставак „без граница“, инспирисани именом ове организације: Инжењери без граница, Фармацеути без граница, Репортери без граница итд.